# Lutzomyia sylvicola
Lutzomyia sylvicola är en tvåvingeart som först beskrevs av Floch H., Abonnenc E. 1945.  Lutzomyia sylvicola ingår i släktet Lutzomyia och familjen fjärilsmyggor. Inga underarter finns listade i Catalogue of Life.